# Керала Варма VII
Керала Варма Тампуран (1870 — липень 1948), також відомий як Айкья Кералам Тампуран або Керала Варма VII — правитель Кочійського царства.

## Правління
Виставив на обговорення ідею об'єднання Керали за ознакою мови спілкування населення.